# Kerry Packer
Kerry Francis Bullmore Packer AC (né le 17 décembre 1937 à Sydney et mort le 26 décembre 2005 à Sydney) est un magnat des médias australien. 
Propriétaire notamment de Publishing & Broadcasting et Nine Network, il fut l'homme le plus riche d'Australie. Ses publications de magazines représentaient 60 % du marché australien.
En 1977, il crée une compétition officieuse de cricket, la World Series Cricket, n'ayant pas réussi à obtenir de l'Australian Cricket Board les droits des matchs de l'équipe d'Australie de cricket et du first-class cricket australien. La compétition disparaît en 1979 mais révolutionne l'histoire de ce sport.
En 1987, il vend Nine Network à Alan Bond pour plus d'un milliard de dollars australiens avant de lui racheter trois ans plus tard pour environ 250 millions de dollars.